# Старозбаразька сільська рада
Старозба́разька сільська́ ра́да — адміністративно-територіальна одиниця та орган місцевого самоврядування у Збаразькому районі Тернопільської області. Адміністративний центр — село Старий Збараж.

## Загальні відомості
Старозбаразька сільська рада утворена в 1994 році.
- Територія ради: 11,65 км²
- Населення ради: 782 особи (станом на 2001 рік)
- Територією ради протікає річка Гнізна

## Населені пункти
Сільській раді підпорядковані населені пункти:
- с. Старий Збараж
- с. Верняки

## Склад ради
Рада складається з 16 депутатів та голови.
- Голова ради: Кінь Ярослав Васильович
- Секретар ради: Кисіль Леся Станіславівна

### Керівний склад попередніх скликань
| Прізвище, ім'я, по батькові | Основні відомості                                                 | Дата обрання | Дата звільнення |
| --------------------------- | ----------------------------------------------------------------- | ------------ | --------------- |
| Мельничук Василь Гордійович | Сільський голова, 1959 року народження, безпартійний              | 26.03.2006   | 31.10.2010      |
| Кінь Ярослав Васильович     | Сільський голова, 1955 року народження, освіта вища, безпартійний | 31.10.2010   |                 |

Примітка: таблиця складена за даними сайту Верховної Ради України

### Депутати
За результатами місцевих виборів 2010 року депутатами ради стали:

#### За суб'єктами висування
| Суб'єкт висування | Кількість обраних депутатів | %   |
| ----------------- | --------------------------- | --- |
| Самовисування     | 16                          | 100 |

#### За округами
| № округу | Прізвище, ім'я, по батькові     | Дата визнання обраним | Освіта  | Партійна приналежність | Відомості про обраного депутата  |
| -------- | ------------------------------- | --------------------- | ------- | ---------------------- | -------------------------------- |
| 1        | Гаврилюк Василь Євгенович       | 01.11.2010            | середня | позапартійний          | ФП «Земля», водій                |
| 2        | Барилко Наталія Степанівна      | 01.11.2010            | середня | позапартійна           | Залізничний вокзал, касир        |
| 3        | Федун Марія Семенівна           | 01.11.2010            | середня | позапартійна           | тимчасово не працює              |
| 4        | Мелих Михайло Миронович         | 01.11.2010            | середня | позапартійний          | тимчасово не працює              |
| 5        | Лагіш Оксана Дмитрівна          | 01.11.2010            | середня | позапартійна           | тимчасово не працює              |
| 6        | Антонюк Ольга Іванівна          | 01.11.2010            | вища    | позапартійна           | МДПУ, інспектор                  |
| 7        | Варениця Ольга Іванівна         | 01.11.2010            | середня | позапартійна           | Збаразька ЦРКЛ, буфетчиця        |
| 8        | Козій Ольга Олексіївна          | 01.11.2010            | вища    | позапартійна           | «Оранта», страховий агент        |
| 9        | Домбик Олег Іванович            | 01.11.2010            | середня | позапартійний          | ВАТ «Тернопільський кар'єр»      |
| 10       | Кисіль Леся Степанівна          | 01.11.2010            | середня | позапартійна           | Старозбаразька с.р., секретар    |
| 11       | Цуркевич Ольга Михайлівна       | 01.11.2010            | середня | позапартійна           | Збаразький Ясла-сад № 2, завгосп |
| 12       | Панасюк Володимир Зіновійович   | 01.11.2010            | середня | позапартійний          | тимчасово не працює              |
| 13       | Репета Марія Василівна          | 01.11.2010            | середня | позапартійна           | Збаразька ЦРКЛ, медсестра        |
| 14       | Жук Василь Орестович            | 01.11.2010            | вища    | позапартійний          | Збаразький БК, директор          |
| 15       | Зарічинський Любомир Васильович | 01.11.2010            | середня | позапартійний          | приватний підприємець            |
| 16       | Бігельфер Ніна Григорівна       | 01.11.2010            | середня | позапартійна           | пенсіонер                        |